# Rovien Ostiana
Rovien Ostiana (ur. 14 lutego 2002 w Rotterdamie) – arubański piłkarz holenderskiego pochodzenia grający na pozycji pomocnika.

## Kariera klubowa

### Kozakken Boys II
Ostiana grał w rezerwach Kozakken Boys w latach 2021–2022.

### FC Volendam II
Ostiana przeniósł się do rezerw FC Volendam 11 lipca 2022. Zadebiutował dla nich 20 sierpnia 2022 w meczu z VV Katwijk (przeg. 7:0). W barwach rezerw FC Volendam Ostiana wystąpił 8 razy nie zdobywając żadnej bramki.

## Kariera reprezentacyjna
| Mecze i gole w reprezentacji | Mecze i gole w reprezentacji | Mecze i gole w reprezentacji | Mecze i gole w reprezentacji         | Mecze i gole w reprezentacji         | Mecze i gole w reprezentacji | Mecze i gole w reprezentacji | Mecze i gole w reprezentacji |
| Aruba                        | Aruba                        | Aruba                        | Aruba                                | Aruba                                | Aruba                        | Aruba                        | Aruba                        |
| Lp.                          | Data                         | Miejsce                      | Gospodarz                            | Gość                                 | Wynik                        | Gol                          | Rozgrywki                    |
| ---------------------------- | ---------------------------- | ---------------------------- | ------------------------------------ | ------------------------------------ | ---------------------------- | ---------------------------- | ---------------------------- |
| 1.                           | 11.09.2023                   | George Town                  | Kajmany                              | Aruba                                | 1:2                          | Gol                          | L. N. CONCACAF 2023/2024     |
| 2.                           | 14.10.2023                   | Oranjestad                   | Aruba                                | Wyspy Dziewicze Stanów Zjednoczonych | 3:1                          | Gol                          | L. N. CONCACAF 2023/2024     |
| 3.                           | 16.11.2023                   | Upper Bethlehem              | Wyspy Dziewicze Stanów Zjednoczonych | Aruba                                | 1:4                          | Gol · Gol                    | L. N. CONCACAF 2023/2024     |
| 4.                           | 20.11.2023                   | Oranjestad                   | Aruba                                | Kajmany                              | 5:1                          | Gol                          | L. N. CONCACAF 2023/2024     |